# アルヴィル＝ベルフォス
アルヴィル＝ベルフォス （Allouville-Bellefosse）は、フランス、ノルマンディー地域圏、セーヌ＝マリティーム県のコミューン。

## 地理
コー地方の一部である。

## 由来
Adaloldvillaから派生した。この地名は、ゲルマン語の男性名と、『農村のドメーヌ』を意味する古いフランス語のvillaからなっている。Bellefosseは、1210年頃にラテン語のBellam Fossamとして引用されていた。

## 歴史
1823年に2つのコミューン、アルヴィルとベルフォスが合併して誕生した。

## 人口統計
| 1962年 | 1968年 | 1975年 | 1982年 | 1990年 | 1999年 | 2004年 | 2015年 |
| ------ | ------ | ------ | ------ | ------ | ------ | ------ | ------ |
| 705    | 675    | 661    | 903    | 1007   | 986    | 986    | 1163   |

参照元:1962年から1999年までは複数コミューンに住所登録をする者の重複分を除いたもの。それ以降は当該コミューンの人口統計によるもの。1999年までEHESS/Cassini、2006年以降INSEE

## 史跡

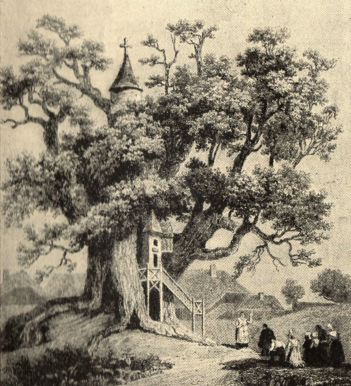
18世紀のエングレーヴィングに描かれた大樫

- サン・カンタン教会 - 18世紀。歴史的記念物[5]
- アルヴィルの大樫 - フランス最古と呼ばれるカシ。9世紀から確認されている。幹の空洞部分には、2つの小さな礼拝堂が重なり合って建てられている。木は支えられており、枝角の一部は保護のためこけら葺で覆われている[6]。円周は9m以上ある[7]。年に6万人以上が見学に訪れる[7]。

## 参照
1. ↑  "Le pays de Caux". Atlas des paysages de la Haute-Normandie. 2017年7月3日閲覧。.
2. ↑  http://cassini.ehess.fr/cassini/fr/html/fiche.php?select_resultat=514
3. ↑  https://www.insee.fr/fr/statistiques/3293086?geo=COM-76001
4. ↑  http://www.insee.fr
5. ↑  http://www2.culture.gouv.fr/public/mistral/merimee_fr?ACTION=CHERCHER&FIELD_1=REF&VALUE_1=IA00020393
6. ↑  Terme dialectal de l'ouest signifiant bardeau.
7. 1 2  Jeroen Pater, Les Arbres remarquables, éditions du Rouergue, octobre 2006.